# جوزفين كرويل
جوزفين كرويل (11 يناير 1859 - 27 يوليو 1932)، هي مُمثلة كندية، وُلدت في 11 يناير 1859 في نوفا سكوشا في كندا، وتوفيت في 27 يوليو 1932 في أميتيفيل في الولايات المتحدة.

## أعمال

### أفلام
- (1915) ولادة أمة
- (1925) الأرملة المرحة

## وصلات خارجية
- جوزفين كرويل على موقع IMDb (الإنجليزية)
- جوزفين كرويل على موقع ألو سيني (الفرنسية)
- جوزفين كرويل على موقع أول موفي (الإنجليزية)
- جوزفين كرويل على موقع قاعدة بيانات برودواي على الإنترنت (الإنجليزية)
- جوزفين كرويل على موقع قاعدة بيانات الأفلام السويدية (السويدية)
- جوزفين كرويل على موقع قاعدة بيانات الفيلم (الإنجليزية)
- جوزفين كرويل على موقع كينوبويسك (الروسية)